# Batalion ON „Olkusz”

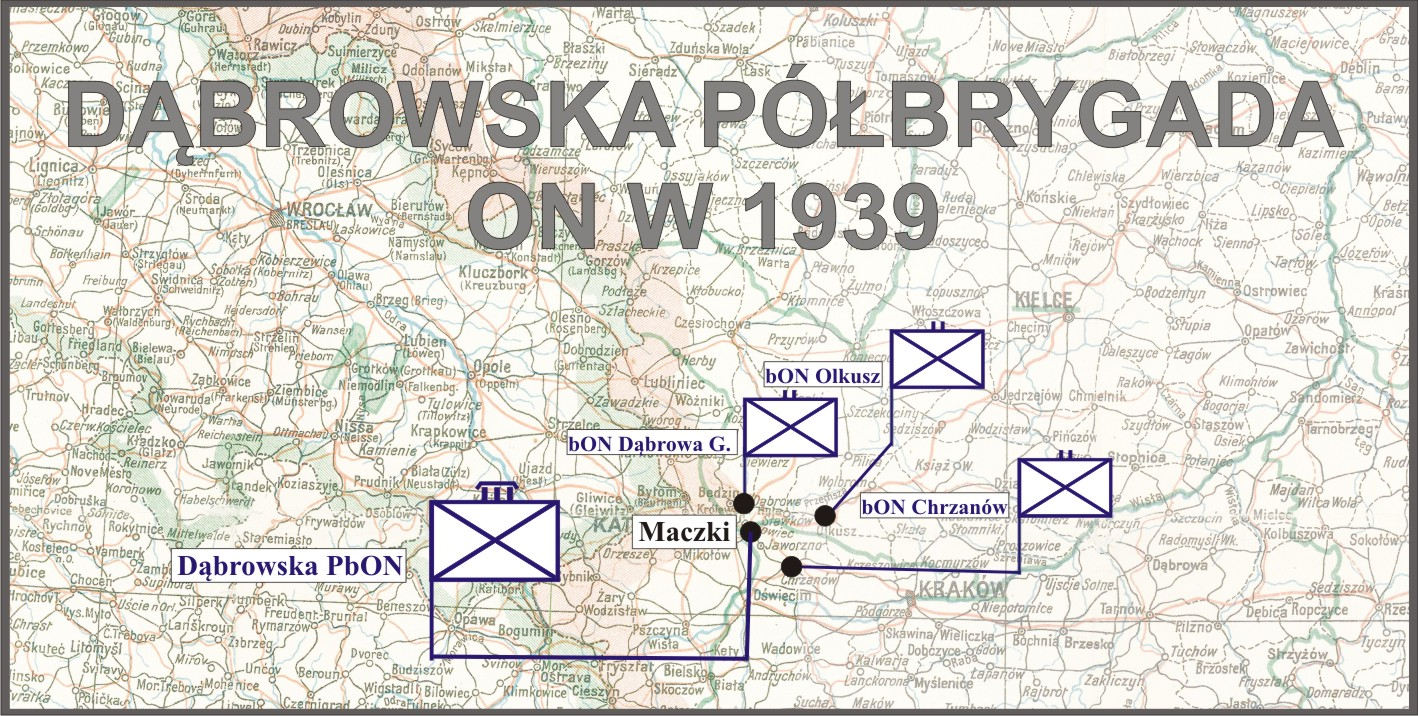
Dąbrowska Półbrygada ON

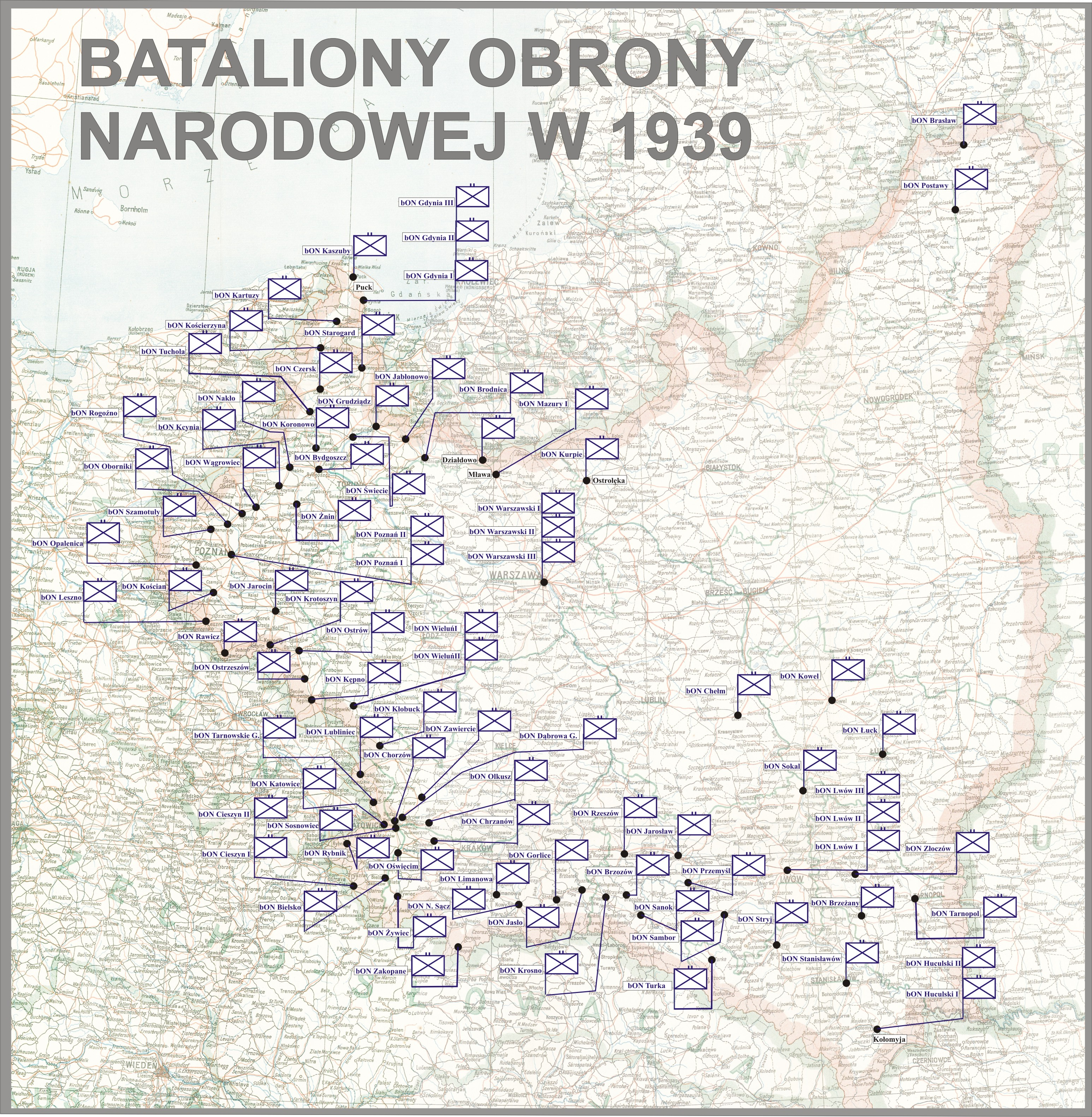
Obrona Narodowa w 1939

Olkuski Batalion Obrony Narodowej (batalion ON „Olkusz”) – pododdział piechoty Wojska Polskiego II RP.

## Formowanie batalionu
Formowanie jednostki batalionu rozpoczęto w pierwszej dekadzie sierpnia 1939 roku na podstawie rozkazu Biura ds.ON MSWojsk. L.183 z dnia 2 sierpnia 1939według etatu batalionu ON typ IV lub według etatu batalionu ON typ II. Jednostka wchodziła w skład Dąbrowskiej Półbrygady ON. Stacjonowała na terenie Okręgu Korpusu Nr V: dowództwo i 1 kompania w Olkuszu, 2 kompania w Wolbromiu, a 3 kompania w Pilicy. Batalion składał się z kompanii ON „Olkusz” przeniesionej z batalionu ON „Zawiercie” oraz nowo sformowanych kompanii ON „Wolbrom” i „Pilica”.
24 sierpnia 1939 roku, po rozpoczęciu mobilizacji alarmowej, pododdział został przeformowany w III batalion 204 pułku piechoty. Organizacja jednostki zakończona została w pierwszych dniach września 1939 roku.

## Organizacja pokojowa batalionu
- Dowództwo dowódca batalionu - kpt. Leon Schönfeld
- 1 kompania ON „Olkusz”
- 2 kompania ON „Wolbrom”
- 3 kompania ON „Pilica”